# Sarcophaga matilei
Sarcophaga matilei är en tvåvingeart som beskrevs av Blackith, Richet, Pape och Andrei-ruiz 2001. Sarcophaga matilei ingår i släktet Sarcophaga och familjen köttflugor. Inga underarter finns listade i Catalogue of Life.